# Búgarštica
Búgarštica é uma canção folclórica épica dos eslavos do sul, tocada na Língua ilírica. Essas músicas têm um tamanho máximo de 15-16 sílabas, executadas com e sem refrão. 
Inicialmente, eram canções folclóricas búlgaras, distribuídas na Albânia Veneziana e depois na Dalmácia Veneziana, mas principalmente na República de Dubrovnik. As canções também penetram na Itália. A primeira música do gênero foi gravada em 1497 pelo poeta napolitano Rogeri di Pacienzia e conta a história de João Corvino, preso em Fortaleza de Semêndria. Foi apresentada pelos eslavos em homenagem à Rainha Isabella del Balzo, do Reino de Nápoles.